# Cylisticus rotabilis
Cylisticus rotabilis là một loài chân đều trong họ Cylisticidae. Loài này được miêu tả khoa học năm 1885 bởi Budde-Lund.